# Spencer Dinwiddie
Spencer Gray Dinwiddie (ur. 6 kwietnia 1993 w Los Angeles) – amerykański koszykarz, posiadający również nigeryjskie obywatelstwo, występujący na pozycjach rozgrywającego lub rzucającego obrońcy, aktualnie zawodnik Los Angeles Lakers.

## Kariera sportowa
W 2011 został wybrany najlepszym zawodnikiem szkół średnich stanu kalifornia (John R. Wooden California High School POY).
W 2014 roku, po trzech sezonach spędzonych w uczelnianej drużynie Colorado Buffaloes, Dinwiddie wziął udział w drafcie NBA i został wybrany z 38 numerem przez Detroit Pistons. W lipcu 2014 podpisał trzyletni kontrakt z tym klubem.
17 czerwca 2016 został oddany w wymianie do Chicago Bulls w zamian za Camerona Bairstowa. 7 lipca został zwolniony przez klub, po czym ponownie zatrudniony 28 lipca. 8 grudnia 2016 roku podpisał umowę z zespołem Brooklyn Nets.
W kwietniu 2020 otrzymał nigeryjskie obywatelstwo.
6 sierpnia 2021 trafił w wyniku wymiany do Washington Wizards. 10 lutego 2022 został wytransferowany do Dallas Mavericks. 6 lutego 2023 dołączył do Brooklyn Nets w wyniku transferu.

## Osiągnięcia
Stan na 13 lutego 2023, na podstawie, o ile nie zaznaczono inaczej.
NCAA
- Zaliczony do:
  - I składu:
    - Pac-12 (2013)
    - najlepszych pierwszorocznych zawodników Pac-12 (2012)

D-League
- Zaliczony do składu NBA D-League Showcase Honorable Mention Team (2015)

NBA
- Zwycięzca konkursu Skills Challenge (2018)
- Uczestnik konkursu Skills Challenge (2018, 2020[13])

Reprezentacja
- Uczestnik uniwersjady (2013 – 9. miejsce)